# Metopi
Metopi va ser un religiós del segle vii, segon bisbe documentat de la desapareguda diòcesi de Bretoña.
Des de Mailoc fins Metopi els bisbes de Bretoña són desconeguts a causa de la manca de celebració de concilis i per la distància entre Bretoña i Toledo, seu de la cort visigoda. De fet, al III Concili de Toledo el titular de Bretoña no va assistir i no serà fins al IV Concili de Toledo que no es coneix successor de Mailoc. En tot cas, això demostra la continuïtat de la diòcesi en el temps. Va subscriure en el número 50 a les actes del concili, però sembla que això, segons Enrique Flórez, no suposava que fos un bisbe amb gaire antiguitat, pel que podria haver estat durant uns anys més al capdavant de la diòcesi.